# 仮屋美紀
仮屋 美紀(かりや みき、1973年(昭和48年) - )は、東京都出身の画家、現代アーティスト。鮮やかな色彩と身の回りの物を大胆にデフォルメして描く作風で知られる。使用する画材は主にベニヤ板とアクリル絵の具。所属画廊は「ギャラリーオリム」。

## 略歴
- 1973年、東京に生まれる。
- 1995年、玉川大学美術専攻油絵コース在学中に一陽展入選。
- 1996年、玉川大学美術専攻油絵コース卒業。
- 2000年、イルフ童画館 童画大賞展に入選。
- 2008年、上海にて開催の上海アートフェア2008に出品。同年ニューヨークENNAGON GALLERYにて個展を開催。
- 2010年よりANAの機内誌『翼の王国』にて連載企画「あるこほーるのゆめ」(文＝レオナルド・チブゲ)の挿絵を担当。2013年5月までの2年10か月間隔月掲載。
- 2012年、銀座三越にて個展を開催。
- 2013年、パナホームのカタログ「インテリアスタイルブック」の表紙絵に掲載。
- 2014年、アートフェア東京2014に出展。
- 2015年、ニチアス株式会社、企業カレンダーに作品採用。同年アートフェア東京2015、横須賀美術館にて開催された企画展覧会『ほっこり美術館』に出展。同展覧会にて「仮屋美紀の作品は鮮やかな色彩と大胆にデフォルメされたかたちで見る者に忘れがたい印象を残します。花瓶にいけられた花、家、卓上静物など身近なものをモチーフに、そこに自身のイマジネーションを重ね合わせることで、対象再現的ではない独自の世界を作り出します。」<ref>[[横須賀美術館]]『[[ほっこり美術館]]』、2015年版、88頁より引用</ref>
- 2019年6月、大和百貨店富山店にて個展『終わらない散歩』を開催。次月、渋谷セルリアンタワーにてバカラとのコラボ展覧会を開催。その後9月文化村Box Galleryにて個展『陽だまりの記憶』を開催。
- 2020年、新型コロナウイルス感染拡大を受け、医療関係者を支援するチャリティーを行う。同年6月、大和百貨店富山店にて個展『終わらない散歩II』を開催。